# فهرست زبان‌های ترکی
زبان‌های ترکی گروهی از زبان‌هایی‌اند که در آسیای میانه، سیبری، خاورمیانه و شرق اروپا صحبت می‌شوند. فهرست زیر این زبان‌ها را با زیرخانواده نشان می‌دهد.

## دسته‌بندی کلی
در کل شش گروه کلی زبان‌های ترکی وجود دارد که ۳۵ زبان ترکی در این ۶ دسته قرار می‌گیرد:
| ردیف   | شاخه               | تعداد زبان | وضعیت         | گویشوران بومی   | سیستم نوشتاری اصلی |
| ------ | ------------------ | ---------- | ------------- | --------------- | ------------------ |
| ۱      | زبان‌های اوغوز      | ۸          | عادی          | ۱۰۸٬۰۰۰٬۰۰۰ نفر | لاتین              |
| ۲      | زبان‌های قارلقی     | ۴          | عادی          | ۳۸٬۰۰۰٬۰۰۰ نفر  | لاتین              |
| ۳      | زبان‌های قبچاقی     | ۱۲         | عادی          | ۳۱٬۰۰۰٬۰۰۰ نفر  | لاتین              |
| ۴      | زبان‌های ترکی سیبری | ۹          | در خطر انقراض | ۸۰۰٬۰۰۰ نفر     | سیریلیک            |
| ۵      | زبان‌های اوغور      | ۱          | در خطر انقراض | ۱٬۲۰۰٬۰۰۰ نفر   | سیریلیک            |
| ۶      | زبان ارغو          | ۱          | در خطر انقراض | ۲۰٬۰۰۰ نفر      | عربی               |
| جمع کل | زبان‌های ترکی       | ۳۵         | عادی          | ۱۷۹٬۰۰۰٬۰۰۰ نفر | لاتین              |

## فهرست زبان‌های ترکی
در حال حاضر تنها ۳۵ زبان زنده ترکی وجود دارد که فقط ۵ زبان ترکی بیش از ده میلیون گویشور دارد و فقط ده زبان ترکی بیش از یک میلیون گویشور دارد و ۲۵ زبان ترکی کم‌تر از یک میلیون گویشور بومی دارد. بر اساس اعلام سایت اتنولوگ تا پایان سال ۲۰۱۹ میلادی زبان‌های ترکی بر اساس تعداد گویشور بومی به شرح زیر است:
| شماره | نام                   | شاخه               | وضعیت         | شمار گویشوران | کشور اصلی        | سامانه نوشتاری |
| ----- | --------------------- | ------------------ | ------------- | ------------- | ---------------- | -------------- |
| ۱     | زبان ترکی استانبولی   | زبان‌های اوغوز      | طبیعی         | ۷۶٬۰۰۰٬۰۰۰    | ترکیه            | لاتین          |
| ۲     | زبان ازبکی            | زبان‌های قارلقی     | طبیعی         | ۲۷٬۰۰۰٬۰۰۰    | ازبکستان         | لاتین          |
| ۳     | زبان ترکی آذربایجانی  | زبان‌های اوغوز      | طبیعی         | ۲۳٬۰۰۰٬۰۰۰    | جمهوری آذربایجان | لاتین          |
| ۴     | زبان قزاقی            | زبان‌های قبچاقی     | طبیعی         | ۱۴٬۰۰۰٬۰۰۰    | قزاقستان         | لاتین          |
| ۵     | زبان اویغوری          | زبان‌های قارلقی     | طبیعی         | ۱۱٬۰۰۰٬۰۰۰    | چین              | عربی           |
| ۶     | زبان ترکمنی           | زبان‌های اوغوز      | طبیعی         | ۷٬۰۰۰٬۰۰۰     | ترکمنستان        | لاتین          |
| ۷     | زبان تاتاری           | زبان‌های قبچاقی     | طبیعی         | ۵٬۵۰۰٬۰۰۰     | روسیه            | سیریلیک        |
| ۸     | زبان قرقیزی           | زبان‌های قبچاقی     | طبیعی         | ۵٬۰۰۰٬۰۰۰     | قرقیزستان        | سیریلیک        |
| ۹     | زبان باشقیری          | زبان‌های قبچاقی     | آسیب‌پذیر      | ۱٬۵۰۰٬۰۰۰     | روسیه            | سیریلیک        |
| ۱۰    | زبان چوواشی           | زبان‌های اوغور      | آسیب‌پذیر      | ۱٬۲۰۰٬۰۰۰     | روسیه            | سیریلیک        |
| ۱۱    | زبان قشقایی           | زبان‌های اوغوز      | طبیعی         | ۱٬۰۰۰٬۰۰۰     | ایران            | عربی           |
| ۱۲    | زبان ترکی خراسانی     | زبان‌های اوغوز      | آسیب‌پذیر      | ۱٬۰۰۰٬۰۰۰     | ایران            | عربی           |
| ۱۳    | زبان قره‌قالپاقی       | زبان‌های قبچاقی     | طبیعی         | ۶۵۰٬۰۰۰       | ازبکستان         | لاتین          |
| ۱۴    | زبان تاتارهای کریمه   | زبان‌های قبچاقی     | به شدت در خطر | ۶۰۰٬۰۰۰       | اوکراین          | لاتین          |
| ۱۵    | زبان قموقی            | زبان‌های قبچاقی     | آسیب‌پذیر      | ۴۵۰٬۰۰۰       | روسیه            | سیریلیک        |
| ۱۶    | زبان کاراچایی-بالکاری | زبان‌های قبچاقی     | آسیب‌پذیر      | ۴۰۰٬۰۰۰       | روسیه            | سیریلیک        |
| ۱۷    | زبان یاقوتی           | زبان‌های ترکی سیبری | آسیب‌پذیر      | ۴۰۰٬۰۰۰       | روسیه            | سیریلیک        |
| ۱۸    | زبان تووایی           | زبان‌های ترکی سیبری | آسیب‌پذیر      | ۳۰۰٬۰۰۰       | روسیه            | سیریلیک        |
| ۱۹    | زبان اوروم            | زبان‌های اوغوز      | قطعاً در خطر   | ۲۰۰٬۰۰۰       | اوکراین          | سیریلیک        |
| ۲۰    | زبان گاگائوزی         | زبان‌های اوغوز      | بحرانی        | ۱۵۰٬۰۰۰       | مولدووا          | لاتین          |
| ۲۱    | زبان تاتارهای سیبری   | زبان‌های قبچاقی     | قطعاً در خطر   | ۱۰۰٬۰۰۰       | روسیه            | سیریلیک        |
| ۲۲    | زبان نوقایی           | زبان‌های قبچاقی     | قطعاً در خطر   | ۱۰۰٬۰۰۰       | روسیه            | سیریلیک        |
| ۲۳    | زبان سالاری           | زبان‌های اوغوز      | آسیب‌پذیر      | ۷۰٬۰۰۰        | چین              | لاتین          |
| ۲۴    | زبان آلتای            | زبان‌های ترکی سیبری | به شدت در خطر | ۶۰٬۰۰۰        | روسیه            | سیریلیک        |
| ۲۵    | زبان خاکاسی           | زبان‌های ترکی سیبری | قطعاً در خطر   | ۵۰٬۰۰۰        | روسیه            | سیریلیک        |
| ۲۶    | زبان خلجی             | زبان‌های ارغو       | آسیب‌پذیر      | ۲۰٬۰۰۰        | ایران            | عربی           |
| ۲۷    | زبان آینو             | زبان‌های قارلقی     | بحرانی        | ۶٬۰۰۰         | چین              | عربی           |
| ۲۸    | زبان یوغوری غربی      | زبان‌های ترکی سیبری | به شدت در خطر | ۵٬۰۰۰         | چین              | لاتین          |
| ۲۹    | زبان شور              | زبان‌های ترکی سیبری | به شدت در خطر | ۳٬۰۰۰         | روسیه            | سیریلیک        |
| ۳۰    | زبان دولگانی          | زبان‌های ترکی سیبری | قطعاً در خطر   | ۱٬۰۰۰         | روسیه            | سیریلیک        |
| ۳۱    | زبان کریمچاقی         | زبان‌های قبچاقی     | بحرانی        | ۲۰۰           | اسرائیل          | عبری           |
| ۳۲    | زبان ترکی ایلی        | زبان‌های قارلقی     | به شدت در خطر | ۱۰۰           | چین              | سیریلیک        |
| ۳۳    | زبان توفا             | زبان‌های ترکی سیبری | بحرانی        | ۱۰۰           | روسیه            | سیریلیک        |
| ۳۴    | زبان کاراییم          | زبان‌های قبچاقی     | بحرانی        | ۱۰۰           | اوکراین          | سیریلیک        |
| ۳۵    | زبان چولیمی           | زبان‌های ترکی سیبری | بحرانی        | ۵۰            | روسیه            | سیریلیک        |
| کل    | زبان‌های ترکی          | –                  | طبیعی         | ۱۷۹٬۰۰۰٬۰۰۰   | –                | –              |

## فهرست گویشوران بر اساس کشور
کشورهایی که بیش‌ترین گویشور به زبان‌های ترکی را دارند به شرح زیر است:
| شماره | کشور                | گویشوران (میلیون) | زبان‌های اصلی                               |
| ----- | ------------------- | ----------------- | ------------------------------------------ |
| ۱     | ترکیه               | ۵۵ - ۶۵           | زبان ترکی استانبولی - زبان ترکی آذربایجانی |
| ۲     | ازبکستان            | ۲۵ - ۳۰           | زبان ازبکی - زبان قزاقی                    |
| ۳     | ایران               | ۱۳ - ۱۵           | زبان ترکی آذربایجانی - زبان قشقایی         |
| ۴     | قزاقستان            | ۱۳ - ۱۴           | زبان قزاقی - زبان ازبکی                    |
| ۵     | چین                 | ۱۰ - ۱۲           | زبان اویغوری - زبان قزاقی                  |
| ۶     | جمهوری آذربایجان    | ۹ - ۱۰            | زبان ترکی آذربایجانی - زبان ترکی استانبولی |
| ۷     | روسیه               | ۹ - ۱۰            | زبان تاتاری - زبان باشقیری - زبان یاقوتی   |
| ۸     | قرقیزستان           | ۵٫۵ - ۶           | زبان قرقیزی - زبان ازبکی                   |
| ۹     | ترکمنستان           | ۴٫۵ - ۵           | زبان ترکمنی - زبان ازبکی                   |
| ۱۰    | اتحادیه اروپا       | ۴ - ۵             | زبان ترکی استانبولی - زبان ترکی آذربایجانی |
| ۱۱    | افغانستان           | ۳ - ۴             | زبان ازبکی - زبان ترکمنی                   |
| ۱۲    | عراق                | ۱ - ۲             | زبان ترکی آذربایجانی - زبان ترکی استانبولی |
| ۱۳    | تاجیکستان           | ۱ - ۱٫۵           | زبان ازبکی - زبان قرقیزی                   |
| ۱۴    | ایالات متحده آمریکا | ۰٫۵ - ۱           | زبان ترکی استانبولی - زبان ترکی آذربایجانی |
| ۱۵    | سوریه               | ۰٫۵ - ۱           | زبان ترکی آذربایجانی - زبان ترکی استانبولی |
| -     | سایر جهان           | ۰٫۵ - ۱           | –                                          |
| کل    | زبان‌های ترکی        | ۱۷۰ - ۱۸۰         | –                                          |

## زبان‌های ترکی در خطر انقراض و نابودی
زبان درخطر به زبانی گفته می‌شود که در معرض نابودی باشد. تعداد گویشوران یک زبان درخطر به‌طور لزوم کم نیست، بلکه حتی اگر تعداد آن‌ها طی مدت به نسبت کوتاهی در حال کاهش شدید بوده باشد، باز با آن به سان زبان درخطر برخورد می‌شود.
از ۳۵ زبان ترکی، ۲۵ زبان در خطر انقراض و نابودی دسته‌بندی شده‌اند:
| شماره | نام                   | وضعیت         | گویشوران  | کشور اصلی |
| ----- | --------------------- | ------------- | --------- | --------- |
| ۱     | زبان باشقیری          | آسیب‌پذیر      | ۱٬۵۰۰٬۰۰۰ | روسیه     |
| ۲     | زبان چوواشی           | آسیب‌پذیر      | ۱٬۲۰۰٬۰۰۰ | روسیه     |
| ۳     | زبان ترکی خراسانی     | آسیب‌پذیر      | ۱٬۰۰۰٬۰۰۰ | ایران     |
| ۴     | زبان تاتارهای کریمه   | به شدت در خطر | ۶۰۰٬۰۰۰   | اوکراین   |
| ۵     | زبان قموقی            | آسیب‌پذیر      | ۴۵۰٬۰۰۰   | روسیه     |
| ۶     | زبان یاقوتی           | آسیب‌پذیر      | ۴۰۰٬۰۰۰   | روسیه     |
| ۷     | زبان کاراچایی-بالکاری | آسیب‌پذیر      | ۴۰۰٬۰۰۰   | روسیه     |
| ۸     | زبان تووایی           | آسیب‌پذیر      | ۳۰۰٬۰۰۰   | روسیه     |
| ۹     | زبان اوروم            | قطعاً در خطر   | ۲۰۰٬۰۰۰   | اوکراین   |
| ۱۰    | زبان گاگائوزی         | بحرانی        | ۱۵۰٬۰۰۰   | مولدووا   |
| ۱۱    | زبان تاتارهای سیبری   | قطعاً در خطر   | ۱۰۰٬۰۰۰   | روسیه     |
| ۱۲    | زبان نوقایی           | قطعاً در خطر   | ۱۰۰٬۰۰۰   | روسیه     |
| ۱۳    | زبان سالاری           | آسیب‌پذیر      | ۷۰٬۰۰۰    | چین       |
| ۱۴    | زبان آلتای            | به شدت در خطر | ۶۰٬۰۰۰    | روسیه     |
| ۱۵    | زبان خاکاسی           | قطعاً در خطر   | ۵۰٬۰۰۰    | روسیه     |
| ۱۶    | زبان خلجی             | آسیب‌پذیر      | ۲۰٬۰۰۰    | ایران     |
| ۱۷    | زبان آینو             | بحرانی        | ۶٬۰۰۰     | چین       |
| ۱۸    | زبان یوغوری غربی      | به شدت در خطر | ۵٬۰۰۰     | چین       |
| ۱۹    | زبان شور              | به شدت در خطر | ۳٬۰۰۰     | روسیه     |
| ۲۰    | زبان دولگانی          | قطعاً در خطر   | ۱٬۰۰۰     | روسیه     |
| ۲۱    | زبان کریمچاقی         | بحرانی        | ۲۰۰       | اسرائیل   |
| ۲۲    | زبان توفا             | بحرانی        | ۱۰۰       | روسیه     |
| ۲۳    | زبان کاراییم          | بحرانی        | ۱۰۰       | اوکراین   |
| ۲۴    | زبان ترکی ایلی        | به شدت در خطر | ۱۰۰       | چین       |
| ۲۵    | زبان چولیمی           | بحرانی        | ۵۰        | روسیه     |

### روسیه
۱۵ زبان از خانواده زبان‌های ترکی در روسیه در فهرست زبان‌های در خطر و در معرض انقراض و نابودی کامل هستند:
1. زبان آلتای - به شدت در معرض خطر به شدت در خطر	 - گویش وران ۵۵٬۷۲۰ نفر
2. زبان تاتارهای بارابا - به شدت در معرض خطر به شدت در خطر - گویش وران ۸٬۰۰۰ نفر
3. زبان تاتارهای سیبری - به‌طور قطع در معرض خطر قطعاً در خطر - گویش وران ۱۰۰٬۰۰۰ نفر
4. زبان باشقیری - آسیب‌پذیر آسیب‌پذیر - گویش وران ۱٬۲۰۰٬۰۰۰ نفر
5. زبان چولیمی - به‌طور بحرانی در معرض خطر بحرانی - گویش وران ۴۴ نفر
6. زبان چوواشی - آسیب‌پذیر آسیب‌پذیر - گویش وران ۱٬۰۴۲٬۹۸۹ نفر
7. زبان دولگانی - به‌طور قطع در معرض خطر قطعاً در خطر - گویش وران ۱٬۱۰۰ نفر
8. زبان کاراچایی-بالکاری - آسیب‌پذیر آسیب‌پذیر - گویش وران ۳۱۰٬۰۰۰ نفر
9. زبان خاکاسی - به‌طور قطع در معرض خطر قطعاً در خطر - گویش وران ۴۳٬۰۰۰ نفر
10. زبان قموقی - آسیب‌پذیر آسیب‌پذیر - گویش وران ۴۵۰٬۰۰۰ نفر
11. زبان نوقایی - به‌طور قطع در معرض خطر قطعاً در خطر - گویش وران ۸۷٬۰۰۰ نفر
12. زبان شور - به شدت در معرض خطر به شدت در خطر	 - گویش وران ۲٬۸۰۰ نفر
13. زبان توفا - به‌طور بحرانی در معرض خطر بحرانی - گویش وران ۹۳ نفر
14. زبان تووایی - آسیب‌پذیر آسیب‌پذیر - گویش وران ۲۸۰٬۰۰۰ نفر
15. زبان یاقوتی - آسیب‌پذیر آسیب‌پذیر - گویش وران ۴۵۰٬۰۰۰ نفر[۱۰][۱۱][۱۲][۱۳]

| شماره | نام                   | وضعیت         | گویشوران  |
| ----- | --------------------- | ------------- | --------- |
| ۱     | زبان باشقیری          | آسیب‌پذیر      | ۱٬۵۰۰٬۰۰۰ |
| ۲     | زبان چوواشی           | آسیب‌پذیر      | ۱٬۲۰۰٬۰۰۰ |
| ۳     | زبان قموقی            | آسیب‌پذیر      | ۴۵۰٬۰۰۰   |
| ۴     | زبان یاقوتی           | آسیب‌پذیر      | ۴۰۰٬۰۰۰   |
| ۵     | زبان کاراچایی-بالکاری | آسیب‌پذیر      | ۴۰۰٬۰۰۰   |
| ۶     | زبان تووایی           | آسیب‌پذیر      | ۳۰۰٬۰۰۰   |
| ۷     | زبان تاتارهای سیبری   | قطعاً در خطر   | ۱۰۰٬۰۰۰   |
| ۸     | زبان نوقایی           | قطعاً در خطر   | ۱۰۰٬۰۰۰   |
| ۹     | زبان آلتای            | به شدت در خطر | ۶۰٬۰۰۰    |
| ۱۰    | زبان خاکاسی           | قطعاً در خطر   | ۵۰٬۰۰۰    |
| ۱۱    | زبان شور              | به شدت در خطر | ۳٬۰۰۰     |
| ۱۲    | زبان دولگانی          | قطعاً در خطر   | ۱٬۰۰۰     |
| ۱۳    | زبان توفا             | بحرانی        | ۱۰۰       |
| ۱۴    | زبان چولیمی           | بحرانی        | ۵۰        |

### اوکراین
از ۲۵ زبان ترکی در خطر نابودی ۱ زبان در اوکراین می‌باشد:
| شماره | نام        | وضعیت       | گویشوران |
| ----- | ---------- | ----------- | -------- |
| ۱     | زبان اوروم | قطعاً در خطر | ۲۰۰٬۰۰۰  |

### چین
از ۲۵ زبان ترکی در خطر نابودی ۴ زبان در چین می‌باشد:
| شماره | نام              | وضعیت         | گویشوران |
| ----- | ---------------- | ------------- | -------- |
| ۱     | زبان سالاری      | آسیب‌پذیر      | ۷۰٬۰۰۰   |
| ۲     | زبان آینو        | بحرانی        | ۶٬۰۰۰    |
| ۳     | زبان یوغوری غربی | به شدت در خطر | ۵٬۰۰۰    |
| ۴     | زبان ترکی ایلی   | به شدت در خطر | ۱۰۰      |

#### زبان اویغوری
بعد از انقراض زبان جغتایی، زبان اویغوری و زبان ازبکی در مناطقی که زبان جغتایی صحبت می‌شد، توسعه پیدا کردند. امروزه زبان اویغوری در نتیجه ریشه گرفتن از زبان جغتایی، شامل وام واژه‌های فراوانی از زبان فارسی است.

#### زبان سالاری
یکی از زبان‌های ترکی و از شاخه اغوز است که حدود هفتاد هزار تن گویشور دارد. بیشتر سالارها در استان‌های گانسو و چینگ‌های در کشور چین زندگی می‌کنند. زبان سالار به دو گروه بزرگ گویشی تقسیم می‌شود. این انشعاب از آن جا سرچشمه گرفته‌است که یکی از شاخه‌های گویشی از زبان‌های تبتی و چینی و شاخه دیگر از زبان‌های اویغوری و قزاقی تأثیر پذیرفته‌است. فقط یک سوم جمعیت قوم سالار به زبان سالاری تکلم می‌کنند که به ترکمنی شبیه است. بخش دیگر نیز به زبان تبتی و تعداد بیشتر آنان به زبان چینی صحبت می‌کنند. زبان امروزی سالار تأثیر زیادی از زبان‌های همسایه چینی و تبتی گرفته‌است. در پایان باید گفت که زبان سالار صورت مکتوب ندارد. به این خاطر مردم سالار، به عنوان زبان نوشتاری خود اویغوری را برگزیده بودند.

### افغانستان
شماری از زبان‌ها، مانند زبان‌های مغولی و ترکی که در گذشته در افغانستان مورد استفاده برخی از گویشوران بوده، به کلی نابود شده‌است و گویشوران آن‌ها در حال حاضر به زبان‌های دیگر سخن می‌گویند.

### ایران
از ۲۵ زبان ترکی در خطر نابودی ۲ زبان در ایران می‌باشد:
| شماره | نام               | وضعیت    | گویشوران  |
| ----- | ----------------- | -------- | --------- |
| ۱     | زبان ترکی خراسانی | آسیب‌پذیر | ۱٬۰۰۰٬۰۰۰ |
| ۲     | زبان خلجی         | آسیب‌پذیر | ۲۰٬۰۰۰    |

#### ترکی آذربایجانی
علی ابوالقاسمی، کارشناس و پژوهشگر حوزه تاریخ و فرهنگ بومی ضمن هشدار در مورد نابودی زبان ترکی آذربایجانی شمال استان همدان گفت: زبان ترکی در شمال استان همدان آسیب جدی دیده‌است و طی سال‌های آینده نابود می‌شود. وی گفت زبان ترکی در شمال استان همدان مورد بی‌توجهی و بی‌مهری قرار گرفته‌است که بخشی از علل آن به بطن جامعه ترک زبانان شهرستان‌های شمالی استان همدان برمی‌گردد. به مرور زمان، واژه‌های زبان ترکی در معرض فراموشی قرار گرفته‌است و کلماتی از دیگر زبان‌ها، از جمله فارسی و عربی در میان لهجه‌های ترک‌زبان این استان رسوخ یافته‌است. ابوالقاسمی بیان کرد اکثر والدین کودکان زبان گفتاری آنان را از ترکی به فارسی تغییر داده‌اند.
اگر چه خطر انقراض، زبان ترکی آذربایجانی در ایران را تهدید نمی‌کند ولی آسیب‌ها و چالش‌های عمده ای دارد:
1. آب رفتن زبان ترکی و گسترش پدیده زبان فآذری: پدیده «زبان فآذری» (فارسی + آذری) به زبان ترکی آمیخته با واژگان و دستور زبان فارسی گفته می‌شود که از نظر شکل و محتوا تهی شده و بر اثر ترکیب مفرط و لجام گسیخته با زبان فارسی به شکل زبانی فاقد ساختار، قاعده و پویایی درآمده است. گسترش پدیده فآذری بویژه در میان جمعیت‌های مهاجر به کلانشهرها، بزرگ‌ترین تهدید پیش روی زبان ترکی آذربایجانی است چرا که آن زبان را از درون تهی و گویشوران آن را به فراموشی تدریجی زبان مادری و جایگزینی آن با زبان غالب (فارسی) سوق می‌دهد. دو عامل در شکل‌گیری این پدیده نقش‌آفرینی کرده‌اند. نخست، رسانه‌ها و دوم، نظام آموزشی.
2. نازایی زبانی: فقدان مراکز علمی، پژوهشی به همراه عواملی مانند فراموشی و رقیق‌تر شدن زبان مادری (پدیده فآذری) در روند انتقال شفاهی از یک نسل به نسل دیگر و عدم امکان معادل‌سازی و معادل‌یابی برای موضوعات، مفاهیم و اشیای جدید، می‌تواند آن زبان مادری را به زبانی نازا و ایستا تبدیل کند. عدم انتقال نسلی و نازایی زبانی می‌تواند در یک بازه زمانی طولانی، یک زبان را به گویش تبدیل کند یا حتی منجر به مرگ تدریجی آن زبان شود. به‌طور نمونه، زبان‌های مازنی و گیلکی دست کم در مناطق شهری در طی دهه‌های اخیر تبدیل به گویش و لهجه شده‌اند که بر پایه تعاریف زبان‌شناسی، دیگر به سختی می‌توان آن‌ها را زبان نامید.
3. فقدان زبان و الفبای معیار و انشقاق زبانی: در کشورهای وسیعی مانند آمریکا، روسیه و چین نظام آموزشی و رسانه‌های سراسری، نقش مهمی در کم رنگ کردن لهجه‌های مختلف زبان‌های انگلیسی، روسی و چینی و تقویت یک لهجه استاندارد برای زبان‌های مادری ایفا کردند. در آذربایجان ایران اما عکس این موضوع را شاهد هستیم به طوری که به علت نبود رسانه‌های حرفه ای، نظام آموزشی و الفبای استاندارد و یکسان به زبان ترکی، لهجه‌های مختلف زبان ترکی (به‌طور مثال ترکی قشقایی و ترکی خلجی) در درک و فهم یکدیگر دچار مشکل بوده و در حال تبدیل شدن به زبان‌هایی مجزا (زبان قشقایی و زبان خلجی) هستند.
4. نگاه کلیشه‌ای و منفی: در گفتمان غالب در ایران، تصور می‌شود که زبان ترکی آذربایجانی، ضعیف، فاقد پتانسیل، غیرعلمی و غیرادبی است. اثر مشهور جهانی در سال‌های اخیر از زبان ترکی آذربایجانی ایران ایجاد نشده‌است.
5. نگاه امنیتی: توجه و اهتمام به این زبان، معادل تقویت واگرایی و نشانه‌ای از جدایی‌طلبی تلقی می‌شود و توطئه خارجی و مغایر با امنیت ملی کشور دانسته می‌شود.

#### ترکی خراسانی
سازمان یونسکو از زبان‌های در معرض خطر جهان یا منسوخ شده، اطلسی تهیه کرده‌است که به صورت آنلاین و به کمک نقشه‌های گوگل قابل مشاهده است. در این لیست، برای کشور ایران ۲۵ زبان در معرض خطر نشان داده شده‌است که ترکی خراسانی یکی از این زبان‌ها است و با عنوان زبان آسیب‌پذیر (آسیب‌پذیر) از آن یاد شده‌است. این زبان بیشتر در استان خراسان شمالی صحبت می‌شود ولی در استانهای خراسان رضوی و گلستان هم گویشور دارد. بیشتر کسانی که به زبان ترکی خراسانی سخن می‌گویند به زبان فارسی نیز مسلط هستند. نابودی تدریجی زبان ترکی خراسانی در شمال و مرکز خراسان رخ داده‌است.

#### ترکی قشقایی
زبان ترکی قشقایی یکی از لهجه‌های شاخه جنوب غربی زبان ترکی است که قشقایی‌ها بدان تکلم می‌کنند. در واژگان قشقایی تأثیر زبان فارسی مشخص است، در متون جمع‌آوری شده توسط دوئرفر و همکارانش از فیروزآباد دخیل‌های فراوان عربی دیده می‌شود. واژگان حکومتی و نظامی مانند پاسبان، پیکان و شاه بیشتر از فارسی وارد این زبان شده‌اند. قاموس دینی بیشتر ریشه عربی دارد اما از فارسی وارد این زبان شده‌اند و ویژگی‌های فارسی‌شان را حفظ کرده‌اند. واژگان پزشکی نیز تحت تأثیر فارسی است مانند بیمار، درد و دارو. بنا به یک پژوهش، در فیروزآباد قشقایی‌ها در همه سنین از زبان مادری در حوزه‌های دوستانه و خانوادگی استفاده می‌نمایند، اما در شیراز افراد زیر بیست سال خانواده‌های ترک‌زبان تمایل چندانی به استفاده از زبان مادری ندارند. در شیراز در حوزه‌های مختلف زبان غالب فارسی است و در موقعیت‌های غیررسمی در بعضی از مواقع زبان مادری استفاده می‌شود در صورتی که در فیروزآباد در شرایط مشابه ترکی ترجیح داده می‌شود. ترکی در شیراز به شدت تحت تأثیر فارسی است. زبان قشقایی در میان جوانان به تدریج در حال از دست دادن کاربری‌اش است.

#### زبان خلجی
نشانه‌هایی تاریخی نشان می‌دهد که خلج‌ها احتمال دارد در اصل مردمی آریایی‌نژاد و گروهی از سکاها بوده‌اند که در آسیای میانه ترک‌زبان شده‌اند. مردم خلج از نظر فرهنگی ایرانی محسوب می‌شوند. امروزه زبان خلجی در معرض انقراض قرار دارد و جای خود را بین نسل جدید خلجی‌ها به فارسی داده‌است. نسل جدید تنها در حد درک مطلب با این زبان آشنائی دارند و دیگر در میان خود از این زبان استفاده نمی‌کنند. بر اساس آمار سایت اتنولوگ تعداد گویش وران زبان خلجی در ایران ۴۲٫۱۰۰ نفر می‌باشد.

#### ایل بچاقچی
بچاقچی، یکی از بزرگترین ایلات استان کرمان است. ایشان شیعه‌مذهب هستند و در گذشته به گویشی از ترکی صحبت می‌کردند ولی امروزه بیشتر شهرنشین شده و به فارسی صحبت می‌کنند. واژه بچاقچی در ترکی به معنای چاقوساز است و گویا از نام یکی از رؤسای گذشته ایل گرفته شده‌است.

### مولداوی
از ۲۵ زبان ترکی در خطر نابودی ۱ زبان در مولداوی می‌باشد:
| شماره | نام           | وضعیت  | گویشوران |
| ----- | ------------- | ------ | -------- |
| ۱     | زبان گاگائوزی | بحرانی | ۱۵۰٬۰۰۰  |

### اسرائیل
از ۲۵ زبان ترکی در خطر نابودی ۱ زبان در اسرائیل می‌باشد:
| شماره | نام           | وضعیت  | گویشوران |
| ----- | ------------- | ------ | -------- |
| ۱     | زبان کریمچاقی | بحرانی | 200      |

### عراق
اگرچه برخی از آن‌ها قادر به حفظ هویت زبانی خود شده‌اند، اما ترکمن‌های امروزی عراق به سرعت جذب جمعیت عموم، اکثریت و دیگر قبایل سازماندهی شده‌اند. بسیاری از فرزندان امروزی اولین دوره مهاجران ترکمن در داخل مردم محلی عرب جذب شده‌اند. در سال ۱۹۵۷ در آخرین سرشماری قابل اعتماد به رسمیت شناخته شدند، ولی بعد از آن با سیاست‌های عرب‌سازی مواجه شدند. حزب بعث مواجه شدند. زبان رسمی نوشتاری ترکمن‌ها، ترکی استانبولی است، و الفبای جدید آن، الفبای لاتین می‌باشد. به‌طور عموم ترکمن‌های عراق «ترکمان»، «ترکمنان»، «ترکمانان» یا «ترکمن» نامیده می‌شوند و نباید آنان را با کسانی که به زبان ترکمنی در ترکمنستان تکلم می‌کنند، یکسان دانست.

## زبان‌های ترکی منقرض‌شده
| شماره | نام                    | زمان انقراض     |
| ----- | ---------------------- | --------------- |
| -     | نیاترکی                | زبان باز‌سازی‌شده |
| ۱     | ترکی باستان            | قرن ۸           |
| ۲     | ترکی آناتولیایی باستان | قرن ۱۱          |
| ۳     | پچنگی                  | قرن ۱۲          |
| ۴     | ترکی اورخونی           | قرن ۱۳          |
| ۵     | خزر                    | قرن ۱۳          |
| ۶     | اویغوری باستان         | قرن ۱۴          |
| ۷     | خوارزمی                | قرن ۱۴          |
| ۸     | بولغاری                | قرن ۱۴          |
| ۹     | ترکی میانه             | قرن ۱۵          |
| ۱۰    | قبچاق                  | قرن ۱۷          |
| ۱۱    | کومی                   | ۱۷۷۰            |
| ۱۲    | تاتاری باستان          | قرن ۱۹          |
| ۱۳    | قبچاق فرغانه           | دهه ۱۹۲۰        |
| ۱۴    | جغتایی                 | ۱۹۲۱            |
| ۱۵    | ترکی عثمانی            | ۱۹۲۸            |
| ۱۶    | فویو قرقیز             | قرن ۲۰          |
| ۱۷    | دوخان                  | قرن ۲۱          |
| ۱۸    | سلجوقی                 | ۲۰۱۳            |

## گویش‌های مشهور زبان‌های ترکی
| شماره | گئیش                 | زبان مادر            |
| ----- | -------------------- | -------------------- |
| ۱     | گویش روملی           | زبان ترکی استانبولی  |
| ۲     | گویش قبرسی           | زبان ترکی استانبولی  |
| ۳     | گویش افشاری          | زبان ترکی آذربایجانی |
| ۴     | گویش سنقری           | زبان ترکی آذربایجانی |
| ۵     | گویش لوپ             | زبان اویغوری         |
| ۶     | گویش تاتارهای بارابا | زبان تاتارهای سیبری  |